# Melanargia lugens
Melanargia lugens är en fjärilsart som beskrevs av Charles Oberthür 1896. Melanargia lugens ingår i släktet Melanargia och familjen praktfjärilar. Inga underarter finns listade i Catalogue of Life.